# Where You Are
「Where you are」（ウェアー・ユーアー）は、CNBLUEのメジャー2枚目のシングル。2012年2月1日にワーナーミュージックジャパンから発売された。

## 概要
メジャー2ndシングル。ただし、インディーズでのリリースを含めると通算5枚目のシングルである。
タイアップとして、テレビ朝日系「お願い!ランキング」2012年1月度エンディングテーマソング、「Break Out」2012年2月度エンディング・トラックとして起用されている。
初回生産限定盤、ローソン限定盤、通常盤の3形態でのリリース。
初回生産限定盤は、「Where you are」のPVやメイキング映像、また「In My Head」発売時に行った購入者限定ライブの模様を収録を収録したDVDのほか、オリジナルジャケットやスリーブケース仕様。
ローソン限定盤は、オリジナルジャケットのほか、カレンダーカード5枚セットが封入されている。
初週6.0万枚を売り上げオリコン週間シングルチャートで初登場1位を獲得し、シングル・アルバムを通じて自身初の首位獲得となった。海外バンドによるシングル首位は、1971年1月18日付で1位を記録したカナダのロックバンド、マッシュマッカーンの「霧の中の二人」以来41年1ヶ月ぶり。また、韓国男性アーティストによるシングル首位は、東方神起、JEJUNG & YUCHUN（from 東方神起）、チャン・グンソクに次いで史上4組目。

## 収録曲
1. Where you are [3:46]
作詞：チョン・ヨンファ、玉井健二 - 作曲：チョン・ヨンファ - 編曲：玉井健二、百田留衣
2. Get Away [3:33]
作詞：前澤 希 & agehasprings - 作曲：イ・ジョンヒョン、Ryo - 編曲：玉井健二、釣俊輔
3. feeling [3:34]
作詞：チョン・ヨンファ - 作曲：チョン・ヨンファ、Ryo - 編曲：玉井健二、百田留衣
4. Where you are（instrumental） [3:46]

DVD（初回生産限定盤のみ）
- Release Event Document + In My Head LIVE at YOMIURI LAND OPEN THEATER EAST 2011.10.23

1. Man in front of the Mirror
2. illusion
3. Mr.KIA(Know It All)
4. Rain of Blessing
5. In My Head
6. Try again, Smile again

- Where you are （Music Video）
- Where you are （Special Feature）